# Liste der Bischöfe von Mende
Die folgenden Personen waren Bischöfe von Mende (Frankreich):
Sitz des Bischofs war bis Mitte des 10. Jahrhunderts Javols, die Diözese hieß solange Bistum Javols.
- Heiliger Severien : 3. Jh.
- Heiliger Privat : um 258 (Bistumspatron)
- Genialis : 314
- Heiliger Firmin : um 402
- Valere : 451
- Leonicus : 506
- Heiliger Hilaire : 515–535
- Evanthius : 541
- Parthene : um 561 bis um 584
- Agricola : 614–627
- Heiliger Ilère : 628
- Johann I. : 804
- Hermon : 811
- Heiliger Frézal: um 828
- Agenulphe : 875–879
- Wilhelm I. : 908
- Stephan : 951
- Matafred : 998
- Raymond : 1027–1050
- Aldebert I. de Peyre : 1054–1095
- Wilhelm II. : 1095–1098
- Robert : 1098
- Aldebert II. de Peyre : 1099–1123
- Wilhelm III. : 1123–1150
- Aldebert III. du Tournel : 1153–1187
- Guillaume IV. de Peyre : 1187–1223
- Etienne II. de Brioude : 1223–1247
- Odilon de Mercoeur : 1247–1274
- Étienne III. d’Auriac : 1274–1279
- Guillaume V. Durand : 1286–1296
- Guillaume VI. Durand : 1296–1330
- Jean II. d’Arcy : 1330–1331
- Albert Lordet : 1331–1361
- Guillaume VII. Lordetv 1362–1366
- Pierre d’Aigrefeuille : 1366–1368 (siehe Haus Rogier de Beaufort)
- Guillaume VIII. de Chanac : 1371–1372
- Bompar Virgile : 1372–1375
- Pons de La Garde : 1376–1387
- Jean III. d’Armagnac : 1387–1390 (Haus Lomagne)
- Robert de Bose : 1390–1408
- Guillaume IX. de Boisratier : 1408–1409
- Pierre de Saluces : 1410–1412
- Gérard du Puy : 1413–1413
- Jean IV. de Corbie : 1413–1426
- Ramnulphe de Pérusse d’Escars : 1427–1441
- Aldebert IV. de Peyre : 1441–1443
- Guy de La Panouse : 1443–1468
- Antoine de La Panouse : 1468–1473
- Pietro Riario : 1473–1474
- Jean V. de Petit : 1474–1478
- Giuliano della Rovere : 1478–1483
- Clemente Kardinal Grosso della Rovere: 1483–1503
- Francesco Grosso della Rovere: 1504–1524
- Claude Duprat: 1524–1532
- Jean VI. de La Rochefoucauld : 1533–1538
- Charles de Pisseleu : 1538–1544 oder 1545
- Nicolas Dangu : 1545–1567
- Renaud de Beaume : 1568–1585
- Adam de Heurtelou : 1585–1608
- Charles de Rousseau : 1608–1623
- Sedisvakanz 1623–1625
- Daniel de La Mothe Duplessis Houdancourt : 1625–1628
- Silvestre de Crusy de Marcillac : 1628–1659
- Hiacynthe Serroni : 1661–1676 (danach Erzbischof von Albi 1676–1687)
- François-Placide de Baudry de Piencourt : 1677–1707
- Pierre de Baglion de La Salle : 1707–1725
- Gabriel-Florent de Choiseul Beaupré : 1725–1767
- Jean-Arnaud de Castellane : 1767–1792
- Jean-Baptiste de Chabot : 1802–1804
- Étienne-Martin de Morel de Mons : 1805–1821 (auch Bischof von Avignon)
- Claude-Jean-Joseph Brulley de La Brunière : 1821–1848
- Jean-Antoine-Marie Foulquier : 1849–1873
- Joseph-Frédéric Saivet : 1873–1876
- Julien Costes : 1876–1889
- François-Narcisse Baptifolier : 1889–1900
- Henri-Louis-Alfred Bouquet : 1901–1906 (auch Bischof von Chartres)
- Jacques Jean Gély : 1906–1929
- Jules-Alexandre Cusin : 1929–1937
- François Auvity : 1937–1945
- Maurice-Paul-Jules Rousseau : 1945–1950
- Émile Charles Raymond Pirolley : 1951–1957
- René-Jean-Prosper-Bruno Boudon : 1957–1983
- Roger Lucien Meindre : 1983–1989 (auch Erzbischof von Albi)
- Paul Émile Joseph Bertrand : 1989–2001
- Robert Jean Louis Le Gall OSB : 2001–2006 (auch Erzbischof von Toulouse)
- François Jacolin MDP : 2007–2018
- Benoît Bertrand : 2019–2024, dann Bischof von Pontoise
- Jean Pelletier : seit 2025